# 揚內·安德森
揚·奧洛夫·“揚內”·安德森（瑞典語：Jan Olof "Janne" Andersson，發音：[ˈjânːɛ ˈânːdɛˌʂɔn]；1962年9月29日—）是一名瑞典职业足球教練和前球员，曾担任前锋。他是瑞典国家足球队的主教练。

## 教練生涯
2016年6月，安德森成為瑞典國家足球隊的主帥。他帶領瑞典隊在小組賽擊敗荷蘭，又在附加賽上淘汰了意大利，率隊晉級俄羅斯世界杯。
2020年4月，瑞典足球協會宣佈，為縮減開支，臨時解雇瑞典男足主帥安德森。